# Mateba Autorevolver
Mateba Model 6 Unica (также известный как просто Mateba или Unica) — полуавтоматический револьвер, один из немногих в своём роде. Разработан компанией Mateba в Павии, Италия
Главным конструктором выступил Эмилио Гизони (итал. Emilio Ghisoni), который позже разработал и выпустил револьвер Chiappa Rhino.
Револьвер производится в калибрах .357, .44 и .454, а длина ствола может составлять от 3 до 18 дюймов, в зависимости от модификации.

## Конструкция
Mateba Model 6 использует отдачу от выстрела для вращения цилиндра и взведения курка, в отличие от обычных револьверов, в которых эти действия требуют физического усилия стрелка, путём нажатия на спусковой крючок и/или взведением курка.
Расположение ствола Уники отличается от большинства других револьверов, так как он проходит ниже оси барабана. Это уменьшает отдачу и подбрасывание ствола, так как нагрузка идёт в руку, а не выше неё.
Вся верхняя часть револьвера (ствол, цилиндр и рама) установлена на направляющих на нижней раме, на которой также находятся спусковой крючок, курок и рукоятка. Соответственно, при выстреле, за счёт отдачи верхняя часть револьвера своим движением взводит курок и прокручивает цилиндр.
Этот уникальный механизм превращает Mateba в полуавтоматическое оружие, что делает его одним из очень немногих полуавтоматических револьверов. Другим представителем этой конструкции является самовзводный автоматический револьвер Webley — Fosbery. Вариант револьвера с использованием патронов калибра .454 Casull делает Унику одним из самых мощных полуавтоматических пистолетов, когда-либо производимых, если не самым мощным. Этот патрон ставит Mateba Model 6 в один ряд с такими пистолетами, как Wildey под патрон .475 Wildey Magnum и .44 Mag варинант пистолета AutoMag.

## Варианты
Существуют следующие варианты Mateba 6 Unica:
- Defense — 4-дюймовый ствол, патрон .357 Magnum
- Home Protection — 5-дюймовый ствол, патрон .44 Remington Magnum
- Dynamic Sportiva — 5- или 6-дюймовый ствол, патрон .357 Magnum
- Hunter — 8,375-дюймовый ствол, патроны .357 Magnum и .44 Remington Magnum (.44 S&W Special[англ.])

Все стволы являются взаимозаменяемыми: на револьвер возможно устанавливать стволы длиной от 3 до 8 дюймов.

### Mateba Grifone
Некоторое время производился карабин Mateba Grifone на базе револьвера, в котором 18-дюймовый (460-миллиметровый) ствол, цевьё и приклад сочетались с рамой и механизмом автоматического револьвера. Он выпускался в калибрах .357 Magnum и .44 Magnum. Также была доступна версия в калибре .454 Casull, позволявшая стрелять и патронами калибра .45 Colt.

## Мультикалиберность
Револьверы серии Mateba под патрон .357 Magnum могут быть также заряжены патронами .38 Special. Стандартные патроны .38 Special не обладают достаточной мощностью, чтобы полностью взвести курок лишь за счет отдачи, но оружие все равно будет работать при ручном взведении стрелком. Были созданы две модифицированные пружины отдачи, специально для патронов .38 Special, которые могут быть установлены пользователем для решения этой проблемы. Для замены пружины необходимо снять затворную раму, которая блокируется стопорным штифтом, удерживаемым на месте небольшим установочным винтом в спусковой скобе. Кожух ствола выполняет функции держателя пружины и втулки направляющего стержня.
В револьверах под патрон .44 Magnum пружина отдачи может быть заменена для стрельбы .44 Special, а .454 Casull может стрелять .45 Long Colt, с модифицированной пружиной.